# Liste der Stolpersteine in Tynaarlo

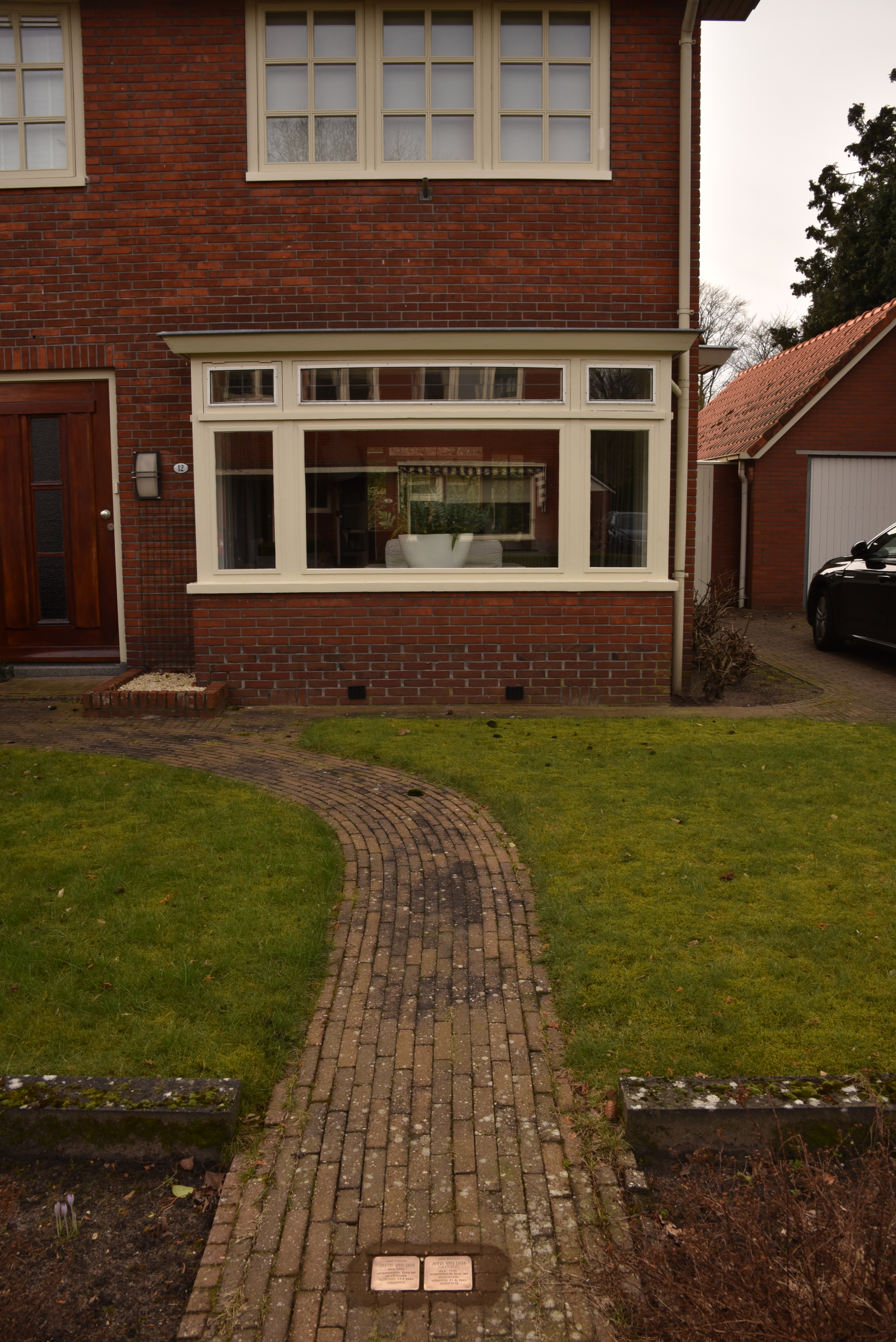
Stolpersteine in der Bernhardlaan

Die Liste der Stolpersteine in Tynaarlo umfasst die Stolpersteine, die vom deutschen Künstler Gunter Demnig in Tynaarlo verlegt wurden, einer Gemeinde in der niederländischen Provinz Drenthe. Stolpersteine sind Opfern des Nationalsozialismus gewidmet, all jenen, die vom NS-Regime drangsaliert, deportiert, ermordet, in die Emigration oder in den Suizid getrieben wurden. Demnig verlegt für jedes Opfer einen eigenen Stein, im Regelfall vor dem letzten selbst gewählten Wohnsitz.
Die Verlegung der Stolpersteine in Zuidlaren fand am 19. April 2011 statt.

## Verlegte Stolpersteine
In Zuidlaren wurden 18 Stolpersteine an fünf Anschriften verlegt.
| Stolperstein | Übersetzung                                                                                                | Verlegeort        | Name, Leben                               |
| ------------ | --- | ----------------- | ----------------------------------------- |
|              | HIER WOHNTE GERDA HENNY COHEN GEB. 1925 DEPORTIERT 1942 AUS WESTERBORK ERMORDET 31.8.1942 AUSCHWITZ        | Stationsweg 14–16 | Gerda Henny Cohen (1925–1942)             |
|              | HIER WOHNTE MOZES MACHIEL COHEN GEB. 1888 DEPORTIERT 1942 AUS WESTERBORK ERMORDET 31.8.1942 AUSCHWITZ      | Stationsweg 14–16 | Mozes Machiel Cohen (1888–1942)           |
|              | HIER WOHNTE SALOMON BENJAMIN COHEN GEB. 1920 DEPORTIERT 1943 AUS WESTERBORK ERMORDET 11.6.1943 SOBIBOR     | Stationsweg 14–16 | Salomon Benjamin Cohen (1920–1943)        |
|              | HIER WOHNTE SOPHIA COHEN- MEIJER GEB. 1894 DEPORTIERT 1942 AUS WESTERBORK ERMORDET 31.8.1942 AUSCHWITZ     | Stationsweg 14–16 | Sophia Cohen-Meijer (1894–1942)           |
|              | HIER WOHNTE JAKOB VAN DAM GEB. 1885 DEPORTIERT 1942 AUS WESTERBORK ERMORDET 31.8.1942 AUSCHWITZ            | Bernhardlaan 12   | Jakob van Dam (1885–1942)                 |
|              | HIER WOHNTE BERNARD MAX VAN DAM GEB. 1932 DEPORTIERT 1942 AUS WESTERBORK AUSCHWITZ ERMORDET 31.8.1942      | Stationsweg 42    | Bernard Max van Dam (1932–1942)           |
|              | HIER WOHNTE IZAAK VAN DAM GEB. 1893 DEPORTIERT 1942 AUS WESTERBORK ERMORDET 1942 MITTELEUROPA              | Stationsweg 42    | Izaäk van Dam (1893–1942)                 |
|              | HIER WOHNTE MARTIJN BERTUS VAN DAM GEB. 1921 DEPORTIERT 1942 AUS WESTERBORK ERMORDET FEB. 1945 GROSS-ROSEN | Stationsweg 42    | Martijn Bertus van Dam (1921–1945)        |
|              | HIER WOHNTE SIEMON MACHIEL VAN DAM GEB. 1922 DEPORTIERT 1942 AUS WESTERBORK ERMORDET 1942 AUSCHWITZ        | Stationsweg 42    | Siemon Machiel van Dam (1922–1942)        |
|              | HIER WOHNTE ANNA VAN DAM- NATHANS GEB. 1899 DEPORTIERT 1942 AUS WESTERBORK ERMORDET 31.8.1942 AUSCHWITZ    | Bernhardlaan 12   | Anna van Dam-Nathans (1899–1942)          |
|              | HIER WOHNTE EVA VAN DAM- NATHANS GEB. 1893 DEPORTIERT 1942 AUS WESTERBORK ERMORDET 31.8.1942 AUSCHWITZ     | Stationsweg 42    | Eva van Dam-Nathans (1893–1942)           |
|              | HIER WOHNTE ISRAEL JOOSTEN GEB. 1874 DEPORTIERT 1942 AUS WESTERBORK ERMORDET 19.11.1942 AUSCHWITZ          | Esweg 19          | Israel Joosten (1874–1942)                |
|              | HIER WOHNTE MARTHA JOOSTEN GEB. 1920 DEPORTIERT 1942 AUS WESTERBORK ERMORDET 19.11.1942 AUSCHWITZ          | Esweg 19          | Martha Joosten (1920–1942)                |
|              | HIER WOHNTE EVA JOOSTEN- GANS GEB. 1880 DEPORTIERT 1942 AUS WESTERBORK ERMORDET 19.11.1942 AUSCHWITZ       | Esweg 19          | Eva Joosten-Gans (1880–1942)              |
|              | HIER WOHNTE BETJE POLAK GEB. 1912 DEPORTIERT 1942 AUS WESTERBORK AUSCHWITZ ERMORDET 8.10.1942              | Stationsweg 42    | Betje Polak (1912–1942)                   |
|              | HIER WOHNTE AARON SALOMON DE VRIES GEB. 1928 DEPORTIERT AUSCHWITZ ERMORDET 29.10.1942                      | Annerweg 13       | Aäron Salomon de Vries (1928–1942)        |
|              | HIER WOHNTE SIMON DE VRIES GEB. 1923 DEPORTIERT AUSCHWITZ ERMORDET 15.8.1942                               | Annerweg 13       | Simon de Vries (1923–1942)                |
|              | HIER WOHNTE EVA HENDERIKA DE VRIES-MAGNUS GEB. 1891 DEPORTIERT AUSCHWITZ ERMORDET 25.1.1943                | Annerweg 13       | Eva Henderika de Vries-Magnus (1891–1943) |

## Verlegedatum
Der Künstler verlegte die Stolpersteine am 19. April 2011 persönlich.

## Quelle
- Stolpersteine in Zuidlaren